# Namaste

Namaste (Devanagari: नमस्ते; formal: Namaskar/Namaskaram) este un salut constând dintr-o ușoară plecăciune, în semn de respect cu palmele lipite una de cealaltă în dreptul pieptului, folosită inițial în zona Indiei.
Este o formă de salut frecventă în rândul hindușilor din Asia de Sud, în unele țări din Asia de Sud-Est și în rândul diasporei din aceste regiuni.
Namaste e compus din nama și te, „mă închin ție” „ceea ce nu îmi aparține” și reprezintă renunțarea la propriul eu în fața celuilalt.